# Félix de Amesti

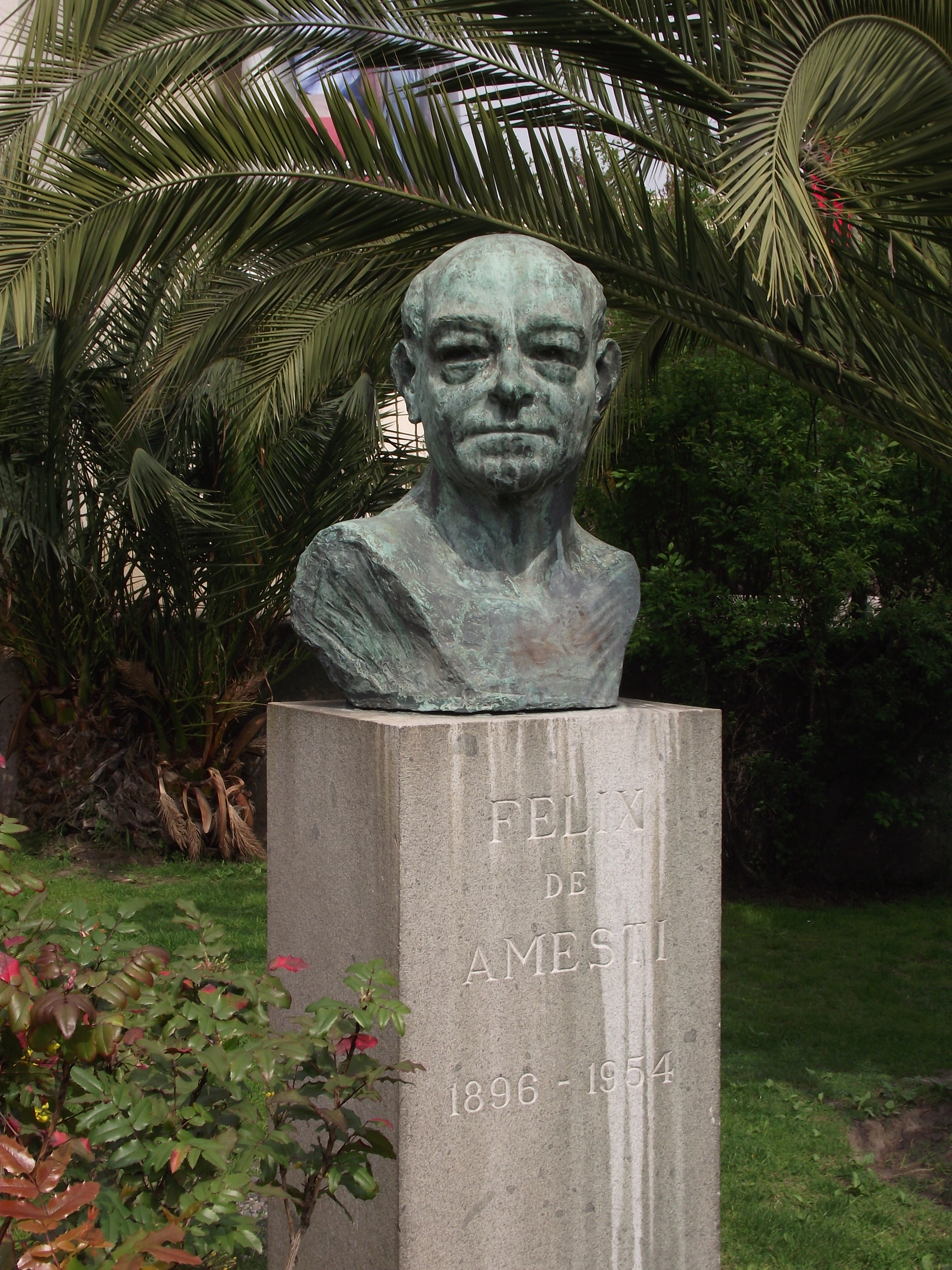
Estatua de Félix de Amesti en la entrada del Hospital del Salvador.

Ramón Félix de Amesti Zurita (1896-1954) fue un médico cirujano, pionero de la neurocirugía y otras cirugías en Chile. 

## Biografía
Estudió en el Liceo de Aplicación, y posteriormente trabajó en la Asistencia Pública de Santiago hasta el 11 de abril de 1939. El 24 de diciembre de 1943 realizó la primera pericardiectomía con cierre de ductus arterioso en el Hospital del Salvador, realizando dicha operación antes que varios países europeos.
En 1937 fue presidente de la Sociedad de Cirujanos de Chile. Se desempeñó como jefe del servicio de Cirugía del Hospital del Salvador desde 1938 hasta su muerte en 1954. Fue presidente de la Sociedad Chilena de Gastroenterología entre 1942 y 1943. Fue el primer presidente del Capítulo Chileno del Colegio Americano de Cirujanos, creado el 3 de noviembre de 1952. En 1954 fue nombrado Maestro de la Cirugía Chilena por parte del Colegio de Cirujanos de Chile.

## Homenajes y reconocimientos
Actualmente posee una calle con su nombre en la comuna de Las Condes en Santiago de Chile. Además, uno de los CESFAM en la comuna de Macul también en Santiago de Chile lleva en honor a él su nombre.
Una de sus hijas fue Leonor de Amesti, quien fue una retratista famosa chilena.